# Bensen B-8
Le Bensen B-8 est un petit autogire monoplace développé aux États-Unis dans les années 1950. Bien que la production de l'appareil soit arrêtée depuis 1987 des plans pour la construction amateur ont été disponibles au moins jusqu'en 2007. La version de base est une version remodelée du Gyroglider Bensen B-7 précédemment développé par Igor Bensen, le principal constructeur d'autogire américain de l'époque. Le B-8 effectue son premier vol courant 1955. Le 6 décembre c'est au tour de la version propulsée B-8M (M pour Motorisée) de prendre l'air à son tour. L'appareil se révèle aussi simple qu'efficace et des centaines de kits sont vendus dans les 30 années qui suivent, principalement à des constructeurs amateurs.

## Conception

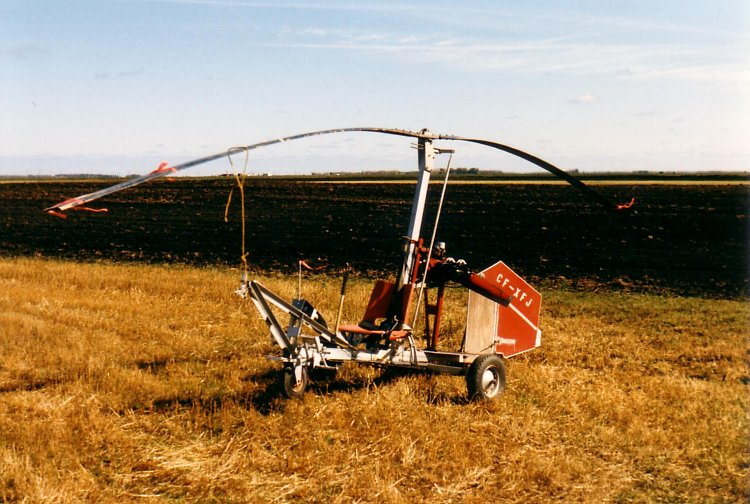
Un Bensen B-8M en 1988.

Le B-8 est un appareil simplifié à l'extrême. Il n'est équipé que d'un siège accueillant l'unique pilote, un empennage vertical, un rotor et, pour les versions motorisées, un petit moteur à piston et son réservoir. Le tout est monté sur un bâti tubulaire doté de trois roulettes. En mai 1968 l'USAF se dote d'un B-8 et d'un B-8M dans le cadre du programme Discretionary Descent Vehicle et les renomme respectivement « X-25B » et « X-25A ». Le but du projet est d'étudier la possibilité d'intégrer un système autogire ou de rotor en rotation libre dans les sièges éjectables d'avions de combat afin de fournir aux pilotes abattus un moyen de s'éloigner de la zone de crash ou même de revenir par leurs propres moyens vers les lignes amies. Les X-25A et X-25B sont utilisés afin de récolter des données sur le pilotage d'un autogire ou d'un giroglider ainsi que sur l'entraînement nécessaire à leur maîtrise. Aucun test grandeur réelle de siège éjectable doté de tels systèmes n'est mené, le programme étant abandonné dès la fin de la guerre du Viêt Nam.
En 1963, le B-8M N2588B baptisé Spirit of Kitty Hawk participe à un vol commémorant le 60e anniversaire du premier vol du Flyer des frères Wright. De mai 1967 à juin 1968, le même appareil est utilisé par son concepteur, Igor Bensen, pour battre une série de douze records américains de vitesse, altitude et distance dans la catégorie autogire, c'est le nombre de record maximal détenu par une voilure tournante non militaire.

## Variantes

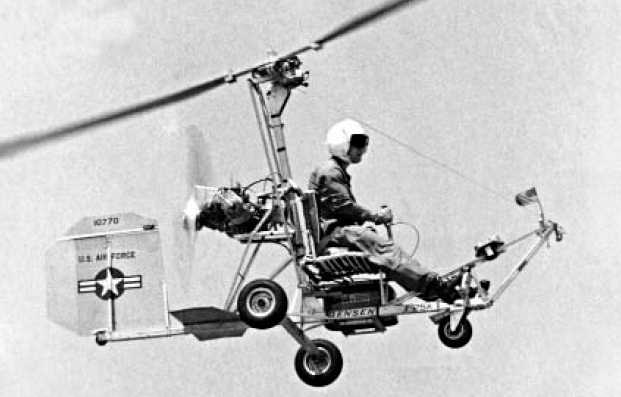
Le X-25A en vol.

- B-8 Gyro-Glider : version non motorisée, prévue pour être tractée par un véhicule.
- B-8B Hydro-Boat : B-8 équipé d'une coque, prévu pour être tractée par un bateau.
- B-8M Gyro-Copter : première version motorisée, équipée d'un moteur à piston McCulloch 4318 de 72 ch. Cette variante a donné lieu à quelques sous-versions :
  - B-8MH Hover-Gyro : équipé de deux rotors coaxiaux. le rotor inférieur était entrainé par un moteur, permettant à l'appareil de voler en stationnaire, tandis que le rotor supérieur était en rotation libre. Le rotor et l'hélice propulsive étaient entrainés par deux moteurs différents.
  - B-8MJ Gyro-Copter : B-8M modifié pour pouvoir effectuer des décollages verticaux en entrainant brièvement le rotor sur le moteur propulsif.
  - B-8MW Hydro-Copter : B-8M équipé de flotteurs
- B-8 Super Bug : B-8M doté d'un moteur supplémentaire permettant la mise en rotation du rotor avant le décollage.
  - B-8HD Super Gyro-Copter : version du Super Bug dont le moteur à piston de mise en rotation du rotor est remplacé par un moteur hydraulique. Premier vol en 1979.
- B-8V : B-8 propulsé par un  moteur Volkswagen refroidi par air.
- B-8W Hydro-Glider :  B-8 équipé de flotteurs, prévu pour être tractée par un bateau.
- X-25A : B-8M (serial 68-10770) utilisé par l'USAF dans le cadre du programme Discretionary Descent Vehicle. Premier vol le 5 juin 1968. Actuellement exposé au National Museum of the United States Air Force de la base aérienne de Wright-Patterson
- X-25B : B-8 (serial 68-10771) utilisé par l'USAF dans le cadre du programme Discretionary Descent Vehicle. Premier vol le 23 janvier 1968. Actuellement exposé au Air Force Flight Training Center Museum de la base Edwards.